# هيروكي أونو
هيروكي أونو (باليابانية: 尾野弘樹) مواليد 15 يوليو 1992 في اليابان، هو متسابق دراجات نارية ياباني. نافس في سباقات بطولة العالم لفئة 125 سي سي.

## النتائج

### موتو جي بي

#### السباقات حسب السنة
(مفتاح)
| السنة | الفئة     | الدراجة  | 1        | 2               | 3             | 4            | 5            | 6          | 7             | 8         | 9            | 10         | 11        | 12          | 13            | 14         | 15           | 16           | 17           | 18       | مركز  | النقاط |
| ----- | --------- | -------- | -------- | --------------- | ------------- | ------------ | ------------ | ---------- | ------------- | --------- | ------------ | ---------- | --------- | ----------- | ------------- | ---------- | ------------ | ------------ | ------------ | -------- | ----- | ------ |
| 2008  | 125 سي سي | هوندا    | قطر      | إسبانيا         | البرتغال      | الصين        | فرنسا        | إيطاليا    | كتالونيا      | بريطانيا  | هولندا       | ألمانيا    | تشيك      | سان مارينو  | إنديانا       | اليابان 24 | أستراليا     | ماليزيا      | بلنسية       |          | ن.غ.م | 0      |
| 2011  | 125 سي سي | كي تي إم | قطر ل.ين | إسبانيا 8       | البرتغال 17   | فرنسا 16     | كتالونيا     | بريطانيا   | هولندا        | إيطاليا   | ألمانيا      | تشيك       | إنديانا   | سان مارينو  | أرغون         | اليابان    | أستراليا     | ماليزيا      | بلنسية       |          | 26    | 8      |
| 2013  | موتو 3    | هوندا    | قطر      | الأمريكتان      | إسبانيا       | فرنسا        | إيطاليا      | كتالونيا   | هولندا        | ألمانيا   | إنديانا      | تشيك       | بريطانيا  | سان مارينو  | أرغون         | ماليزيا    | أستراليا     | اليابان ل.ين | بلنسية       |          | ن.غ.م | 0      |
| 2014  | موتو 3    | هوندا    | قطر      | الأمريكتان      | الأرجنتين     | إسبانيا      | فرنسا        | إيطاليا    | كتالونيا      | هولندا    | ألمانيا      | إنديانا    | تشيك      | بريطانيا    | سان مارينو    | أرغون 11   | اليابان      | أستراليا     | ماليزيا      | بلنسية   | 26    | 5      |
| 2015  | موتو 3    | هوندا    | قطر ل.ين | الأمريكتان ل.ين | الأرجنتين 13  | إسبانيا ل.ين | فرنسا 11     | إيطاليا 11 | كتالونيا ل.ين | هولندا 14 | ألمانيا ل.ين | إنديانا 26 | تشيك ل.ين | بريطانيا 20 | سان مارينو 16 | أرغون 10   | اليابان ل.ين | أستراليا     | ماليزيا ل.ين | بلنسية 8 | 21    | 29     |
| 2016  | موتو 3    | هوندا    | قطر 18   | الأرجنتين 6     | الأمريكتان 25 | إسبانيا ل.ين | إسبانيا ل.ين | إيطاليا 6  | كتالونيا      | هولندا    | ألمانيا      | بريطانيا   | النمسا    | تشيك        | سان مارينو    | أرغون      | ماليزيا      | اليابان      | أستراليا     | بلنسية   | 20*   | 20*    |

* موسم مستمر.

### كأس الحلم الآسيوي
| الموسم | الدراجة | الجولات | السباقات | الفوز | المنصة | الإنطلاق | أسرع لفة | النقاط | الترتيب |
| ------ | ------- | ------- | -------- | ----- | ------ | -------- | -------- | ------ | ------- |
| 2012   | هوندا   | 6       | 12       | 5     | 7      | 4        | 4        | 186    | 2       |
| 2013   | هوندا   | 5       | 10       | 7     | 9      | 4        | 3        | 228    | 1       |

## روابط خارجية
- هيروكي أونو على موقع MotoGP.com (الإنجليزية)
- هيروكي أونو على موقع AS.com (الإسبانية)